# Ian Burgess
 Ian Burgess  va ser un pilot de curses automobilístiques britànic nascut el 6 de juny del 1930 a Londres, Anglaterra que va arribar a disputar curses de Fórmula 1.

## A la F1
Va debutar a la setena cursa de la temporada 1958 (la novena temporada de la història) del campionat del món de la Fórmula 1, disputant el 19 de juliol del 1958 el GP de la Gran Bretanya al Circuit de Silverstone.
Ian Burgess va participar en un total de vint curses puntuables pel campionat de la F1, disputades en sis temporades diferents (1958 - 1963) aconseguint un sisè lloc com a millor classificació.

## Resultats a la Fórmula 1
| Any  | Equip                  | Xassís   | Motor    | 1   | 2       | 3       | 4       | 5       | 6       | 7       | 8      | 9   | 10      | 11  | Posició | Punts |
| ---- | ---------------------- | -------- | -------- | --- | ------- | ------- | ------- | ------- | ------- | ------- | ------ | --- | ------- | --- | ------- | ----- |
| 1958 | Cooper Car Company     | Cooper   | Climax   | ARG | MON     | HOL     | 500     | BEL     | FRA     | GBR Ret |        |     |         |     | -       | 0     |
| 1958 | High Efficiency Motors | Cooper   | Climax   |     |         |         |         |         |         |         | ALE 7  | POR | ITA     | MAR | -       | 0     |
| 1959 | Scuderia Centro Sud    | Cooper   | Maserati | MON | 500     | HOL     | FRA Ret | GBR Ret | ALE 6   | POR     | ITA 14 | USA |         |     | -       | 0     |
| 1960 | Scuderia Centro Sud    | Cooper   | Maserati | ARG | MON NVQ | 500     | HOL     | BEL     | FRA 10  | GBR Ret | POR    | ITA | USA Ret |     | -       | 0     |
| 1961 | Camoradi International | Lotus    | Climax   | MON | HOL NVS | BEL NVS | FRA 14  | GBR 14  |         |         |        |     |         |     | -       | 0     |
| 1961 | Camoradi International | Cooper   | Climax   |     |         |         |         |         | ALE 12  | ITA     | USA    |     |         |     | -       | 0     |
| 1962 | Anglo American Equipe  | Cooper   | Climax   | HOL | MON     | BEL     | FRA     | GBR 12  | ALE 11  | ITA NVQ | USA    | SUD |         |     | -       | 0     |
| 1963 | Scirocco-Powell        | Scirocco | BRM      | MON | BEL     | HOL     | FRA     | GBR Ret | ALE Ret | ITA     | USA    | MEX | SUD     |     | -       | 0     |

### Resum
| Curses: | Victòries: | Pòdiums: | Poles: | Voltes ràpides: | Punts: |
| ------- | ---------- | -------- | ------ | --------------- | ------ |
| 20      | 0          | 0        | 0      | 0               | 0      |